# كوين محمد علي
كوين محمد علي (بالإنجليزية: Queen Muhammad Ali)‏ هي صحفية ومخرجة أمريكية، (ولدت في Watts, Los Angeles ‏ في الولايات المتحدة القرن 20  م).

## وصلات خارجية
- كوين محمد علي على موقع IMDb (الإنجليزية)